# 罗特韦尔
罗特韦尔（德語：Rottweil，發音：[ˈʁɔtvaɪl] ⓘ）是德国巴登-符腾堡州弗赖堡行政区罗特韦尔县的城市，也是罗特韦尔县的县治，位于黑林山和施瓦本山之间，面积71.76平方千米，2023年12月31日人口为25,548人。
罗特韦尔历史悠久，是全州最古老的城市，1世纪由古罗马人建立城市。神圣罗马帝国时期，曾经维持帝国自由城市地位长达六百年之久。市中心的古城区仍然基本保持着16世纪的风貌。
著名犬种羅威那得名于此。

## 历史
罗特韦尔的人类居住史至少可以追溯到四千年前。73年，古罗马弗拉维王朝皇帝韦斯巴芗在此建城，命名为“Arae Flaviae”。260年，罗马人在阿勒曼尼人的袭击下撤退，当地的拉丁名称也逐渐为人遗忘。直到数百年后的771年，当地的新名称“Rotuvila”才见于加洛林王朝的文献。在德语中，这一名称意为“红色庄园”，可能来源于当时颜色尚存的古罗马建筑废墟。1268年，罗特韦尔成为神圣罗马帝国的自由城市。

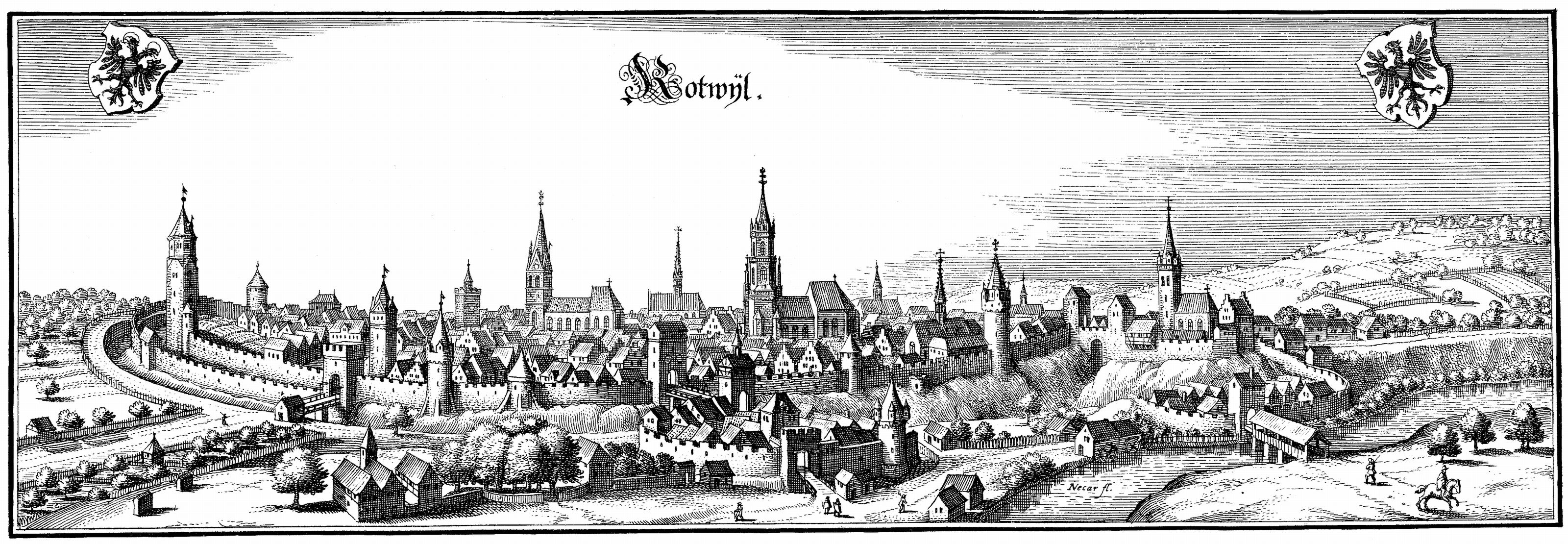
1643年梅里安所绘罗特韦尔古城图

1463年，罗特韦尔与旧瑞士邦联建立松散同盟，并在勃艮第战争期间，与邦联军在穆尔滕战役并肩作战，对抗勃艮第公爵大膽查理。1519年，罗特韦尔结束与瑞士的同盟关系，但重新确立更加紧密的无限期成员关系。然而，瑞士宗教改革开始后，罗特韦尔与邦联的关系迅速转冷。与此同时，从14世纪至1784年，罗特韦尔一直是皇家宫廷法院的所在地。1803年，拿破仑入侵，彻底结束了罗特韦尔的自由城市和瑞士邦联成员的历史。

## 友好城市
罗特韦尔与以下城市结为友好城市：
- 義大利 拉奎拉
- 瑞士 布魯格
- 法國 耶尔
- 奥地利 伊姆斯特